# سدى القرنية
سدى القرنية (بالإنجليزية: Corneal stroma) هي طبقة ليفية صلبة غير مرنة شفافة بالكامل وتعد الطبقة الأكثر سمكًا في قرنية العين. تقع سدى القرنية بين غشاء بومان من الأمام وغشاء دسمية من الخلف.
تتكون سدى القرنية البشرية في مركزها من حوالي 200 صفيحة مسطحة (طبقات من ألياف الكولاجين)، وتكون متراكبة فوق بعضها البعض، حيث يبلغ سمك كل منها حوالي 1.5-2.5 ميكرومتر. تتميز الصفائح الأمامية بكثرة التشابك مع بعضها البعض مقارنة بالصفائح الخلفية. تتسم ألياف كل صفيحة بأنها متوازية مع بعضها البعض، ولكن بزوايا مختلفة بين كل صفيحة من الصفائح المجاورة. يتم إنتاج الصفائح بواسطة خلايا القرنية، والتي تحتل حوالي 10٪ من مساحة سدى القرنية.
تحدث شفافية سدى القرنية نتيجةً للترتيب المنظم والملحوظ بشكل دقيق في ترتيب ألياف الكولاجين الموجودة في الصفائح بالإضافة إلى الاتساق في قطر الألياف. يحدث للضوء الذي يدخل القرنية حالة من التشتت بواسطة ألياف السدى. يؤدي ترتيب الألياف وقطرها المنتظم إلى تركيز الضوء المتشتت بشكل بناء في الاتجاه الأمامي فقط، مما يسمح للضوء بالوصول إلى الشبكية.
تتصل الألياف الموجودة في الصفائح مباشرة بالألياف الموجودة في الصلبة، حيث تجتمع معًا في حزم من الألياف. تتجه كمية أكبر من ألياف الكولاجين في الاتجاه الصدغي الأنفي مقارنة بالاتجاه العلوي السفلي.
أثناء تكون الجنين، ينشأ سدى القرنية من العرف العصبي، والتي ثبت أنها تحتوي على خلية جذعية متعلقة باللحمة المتوسطة.

## اعتلالات سدى القرنية
- القرنية المخروطية، وهي حالة تحدث بسبب عدم تنظيم الصفائح، مما يؤدي إلى ترقق القرنية وتحولها إلى شكل مخروطي.
- اعتلال القرنية اللطخي، والمرتبط بفقدان سلفات الكيراتان.